# Quintus Marcius Philippus (consul en -186)
Pour les articles homonymes, voir Quintus Marcius Philippus.
Quintus Marcius Philippus est un homme politique romain du IIe siècle av. J.-C.

## Biographie
Fils de Quintus Marcius Philippus.
En 189 av. J.-C., comme préteur, il administre la Sicile. En 186, comme consul, il est chargé par le sénat de l'étude des Bacchanales (fête religieuse de Bacchus). En 183, il tente d'arranger les relations avec la Ligue achéenne. En 172, il rencontre le roi de Macédoine, Persée ; mais la paix conclue alors n'est qu'un leurre et la troisième guerre macédonienne éclate l'année suivante. En 169, comme consul, il mène la guerre contre Persée, mais c'est Paul Émile, qui le remplace comme consul en 168, et remporte la victoire de Pydna. Il fut censeur en 164 av. J.-C..
Il est le père de Quintus Marcius Philippus.